# Huset Habsburg-Este
Huset Habsburg-Este (även kallat Österrike-Este) var arvtagare på spinnsidan till huset Este, men på svärdssidan egentligen en sidogren av kejsarhuset Habsburg-Lothringen. Dess stamfar var ärkehertig Ferdinand, son till det österrikiska kejsarparet Frans I och Maria Teresia. 
Ferdinand var gift med Maria Beatrix av Modena, den sista medlemmen av dynastin Este. Deras son Frans blev 1814 den förste habsburgske hertigen av Modena. Med Frans' son Frans V av Modena dog den ursprungliga släkten Habsburg-Este ut på manssidan 1875, och med den sistnämndes brorsdotter Maria Theresia på kvinnosidan 1919. 
Frans V hade dock testamenterat rätten att kalla sig "ärkehertig av Österrike-Este" till sin släkting Franz Ferdinand av Österrike, och denne antog titeln, trots att han inte härstammade från släkten Este. 1917, knappt tre år efter mordet på Franz Ferdinand, tilldelade kejsar Karl I sin tvåårige son Robert samma titel - och denne härstammade verkligen från dynastin Este genom sin mor, kejsarinnan Zita, vars farfars mor, Maria Teresa av Savojen, var dotter till Maria Teresa, dotter till Ferdinand och Maria Beatrix och syster till Frans IV. Alla Roberts barn kallar sig "ärkehertig" respektive "ärkehertiginna av Österrike-Este".